# Universitatea Paul Sabatier
Universitatea Paul Sabatier, cunoscută și sub numele de Université Paul Sabatier (Toulouse 3). Este situat în Aerospace Valley Toulouse. Universitatea are peste 32.000 de studenți. A fost numit după chimistul Paul Sabatier.
Pe baza clasamentelor internaționale, universitatea este considerată una dintre cele mai bune din Franța. Este membru al Université fédérale de Toulouse Midi-Pyrénées.
Universitatea are un departament în aeronautică, în special printr-o diplomă de master în interacțiunea om-mașină în parteneriat cu ENAC.

## Absolvenți celebri
- Maria Dorobanțu, medic cardiolog, cercetător, profesor universitar, membru asociat al Academiei Franceze și membru corespondent al Academiei Române

## Legături externe
- Universitatea Paul Sabatier